# 목걸이 (BDSM)

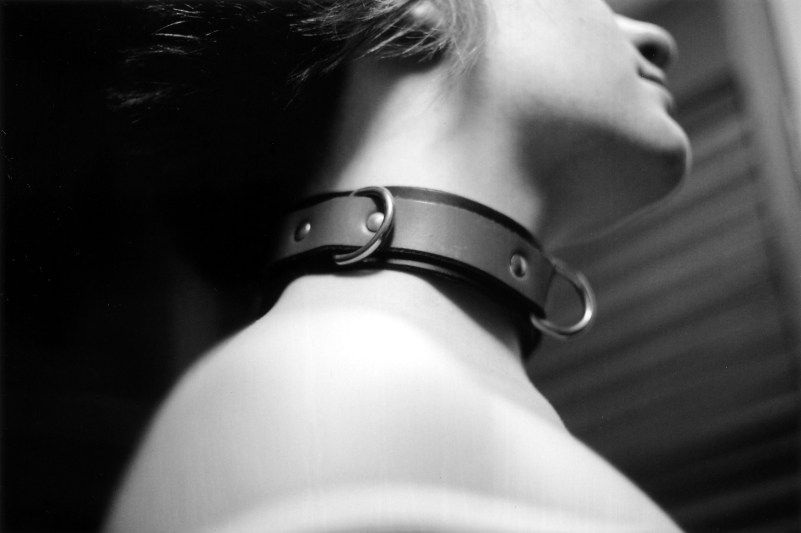
BDSM용 목걸이를 착용한 모습.

BDSM 플레이에는 개의 목걸이와 비슷하게 생긴 것을 이용하기도 한다. 대개 섭이 착용하여 굴욕감과 피지배감을 효과적으로 맛보게 한다.

## 개요
가장 일반적인 소재는 가죽으로, 버클이 붙은 개목걸이 같이 생긴 것을 이용하는 경우가 많고, 다른 소재로는 고무, 플라스틱, 스텐레스 등이 많다. 그 밖에도 버클, 스트랩, D링(쇠장식), 작은 자물쇠 등의 장식을 붙일 수 있다. 일반적으로 띠 모양의 검은 가죽이지만, 각자 그 모양이 다르고 또 화려하게 생긴 것도 있다.